# Миядзава, Хината
Хината Миядзава (яп. 宮澤 ひなた; род. 28 ноября 1999, Минамиасигара, Канагава) — японская футболистка, полузащитница английского клуба «Манчестер Юнайтед» и  сборной Японии.

## Клубная карьера
В 2018 году дебютировала в составе клуба «Токио Верди». С 2021 по 2023 года защищала цвета команды «Минави Сендай».
В сентябре 2023 года перешла в английский клуб «Манчестер Юнайтед».

## Карьера в сборной
11 ноября 2018 года дебютировала в женской сборной Японии по футболу в поединке против женской сборной Норвегии. С 2018 года сыграла 26 матчей в национальной сборной.
Лучший бомбардир чемпионата мира 2023 года (забила 5 голов).

## Статистика выступлений
| Сборная Японии | Сборная Японии | Сборная Японии |
| Год            | Матчи          | Голы           |
| -------------- | -------------- | -------------- |
| 2018           | 1              | 0              |
| 2019           | 1              | 0              |
| 2021           | 2              | 0              |
| 2022           | 13             | 4              |
| 2023           | 9              | 4              |
| В общем        | 26             | 8              |